# Neotatea neblinae
Neotatea neblinae là một loài thực vật có hoa trong họ Calophyllaceae. Loài này được Maguire mô tả khoa học đầu tiên năm 1972.